# Загорянський (смт)
Загоря́нський (рос. Загорянский) — селище міського типу у складі Щолковського міського округу Московської області, Росія.
Стара назва — Загарянський.

## Населення
Населення — 7997 осіб (2010; 7576 у 2002).